# Hans Ulrich Jessurun d'Oliveira
Hans Ulrich (Ulli) Jessurun d'Oliveira (Amsterdam, 2 juli 1933) is een Nederlands jurist en letterkundige.
Hij studeerde rechten in Amsterdam, waar hij in 1971 cum laude promoveerde op het proefschrift De antikiesregel: een paar aspekten van de behandeling van buitenlands recht in het burgerlijk proces. Van 1971 tot en met 1974 was hij aan de Rijksuniversiteit Groningen verbonden als hoogleraar rechtsfilosofie en de privaatrechtelijke rechtsvergelijking van de landen van het West-Europese continent. Daarna was hij van 1974 tot en met 1998 hoogleraar internationaal privaatrecht en migratierecht aan de Universiteit van Amsterdam en publiceerde regelmatig over dit onderwerp in Nederlandse dagbladen. Van 1987 tot 1995 was hij hoogleraar aan het European University Institute in Florence.
Naast zijn juridische loopbaan was hij ook redacteur van Propria Cures, Tirade en Merlyn. Laatstgenoemd tijdschrift richtte zich tegen de toenmalige literaire kritiek in Nederland, die het te weinig op de tekst gericht vond. d'Oliveira hield zich binnen Merlyn vooral bezig met het analyseren van poëzie. Van 1996 tot 2003 was hij voorzitter van het Fonds voor de Letteren.

## Werken
- Scheppen riep hij gaat van Au (1965)
- Vondsten en bevindingen. Essays over Nederlandse poëzie (1967)
- Literair lustrum. Een overzicht van vijf jaar Nederlandse literatuur 1961-1966 (1967) (red. i.s.m. Kees Fens en J.J. Oversteegen)
- Literair lustrum 2. Een overzicht van vijf jaar Nederlandse literatuur 1966-1971 (1973) (red. i.s.m. Kees Fens en J.J. Oversteegen)
- Grondwet van de Republiek Nederland. Drie modellen (2004) (tezamen met Meine Henk Klijnsma, Jan Herman Reestman, Pierre Vinken en Wim Voermans)
- Natiestaat en kolonialisme: een ongemakkelijk verbond. Ras en nationaliteit in de negentiende eeuw. (2023, Boom, 290 pag.)
- Speuren in Lucebert (2025, Prometheus, 333 pag.)

## Familie
D'Oliveira is een kleinzoon van journalist en pedagoog Eli d'Oliveira (1886-1944) en een neef (tantezegger) van Elsa Pereira-d’Oliveira. Hij is vier keer getrouwd, eerst minder dan een jaar met Annemarie Prins, later met emeritus hoogleraar en advocate Ties Prakken. Met de laatste is hij naamgever van het kantoor Prakken d'Oliveira Human Rights Lawyers.